# Gladius hispaniensis
Il gladius hispaniensis ("gladio di tipo ispanico" in lingua italiana) fu la prima versione del gladio, la spada "storica" che accompagnò il legionario romano. Essa fu in uso nei secoli della grande espansione romana dalla Seconda guerra punica fino all'impero della dinastia giulio-claudia, quando fu affiancata e poi sostituita dal gladio del tipo "Magonza" e dal gladio di tipo "Pompei". L'arma era più lunga del gladio di età imperiale (ca. 80 cm) ed era una diretta derivazione della spada celtica di tipo "La Tène B", passata ai romani dal contatto con le popolazioni celtiche di Spagna, i Celtiberi della Meseta.

## Storia

### Origini
Spade con massiccia lama a foglia, dalla punta molto marcata, sono state attestate dai ritrovamenti archeologici come già presenti in Spagna nell'VIII secolo a.C., al tempo della "Cultura Cogotas", responsabile della diffusione in loco della tecnologia metallurgica della proto-celtica Cultura di Hallstatt e della successiva, celtica, Cultura di La Tène.
Secondo una leggenda, fu Scipione l'Africano il primo a portare a Roma dei gladii hispanici, nelle fasi finali della Seconda guerra punica. Subito dopo aver conquistato Carthago Nova (v. Assedio di Cartagena, 209 a.C.), colonia cartaginese spagnola nota come centro di produzione delle migliori spade di tutta l'Iberia, il generale romano pretese dai fabbri cittadini la produzione di 100.000 spade come scotto per la salvezza della loro comunità.
Le fonti romane hanno tramandato il nome dei Lusitani e dei Vettoni quali Celtiberi tradizionalmente alleati dei Cartaginesi di Asdrubale Barca, avversario diretto di Scipione in Spagna. I Vettoni furono per l'appunto il popolo celtibero sviluppatosi sul sito di Cogotas, a quanto pare centro di promanazione della tradizione metallurgica celtica nelle terre spagnole.

### Spada d'ordinanza romana
La storiografia romana offre diverse chiavi interpretative circa la diffusione, tra i ranghi dei legionari, della spada spagnola. L'importazione del gladius hispaniensis non è quindi univocamente fatta risalire a Scipione l'Africano.
Secondo alcune fonti infatti, il legionario romano avrebbe avuto accesso a spade di produzione ispanica sin dal IV secolo a.C. quando cioè Roma si trovò costretta ad affrontare la "minaccia gallica" sul suolo italico. Fu durante la Battaglia del fiume Anio (361 a.C.) che il romano Tito Manlio avrebbe fatto uso del gladius hispaniensis nel duello contro un barbaro celta che gli valse il soprannome di "Torquato" (portatore del torque, ornamento da lui strappato al nemico ucciso). L'episodio viene riportato dagli autori d'epoca tardo-repubblicana Claudio Quadrigario e Tito Livio.
(Claudio Quadrigario, Annali – FR 106, Peter)
(Livio, Ab Urbe condita libri – VII, 10)
La spada spagnola divenne arma d'ordinanza di tutte le truppe della fanteria pesante romana (Hastati, Principes e Triarii), portata appesa al fianco destro. A prescindere dal preciso momento di entrata in servizio dell'arma presso l'esercito di Roma, è però fuor di dubbio che il gladius, tanto quanto altre migliorie tecnologiche all'equipaggiamento dei militari romani, raggiunse l'Urbe a seguito dei contatti con le popolazioni celtiche che, dal IV secolo a.C., monopolizzavano in Europa il ruolo dei barbari Hyperborei dalle mortifere spade di ferro. Roma non disdegnò mai di assorbire efficaci armamenti dai popoli rivali. Tanto più che nel medesimo periodo in cui andava diffondendosi tra i legionari l'uso del gladius celtico lo stesso avveniva per il pilum, il pesante giavellotto dei Sanniti.
Al tempo della conquista della Gallia, sia i Galli sia i Germani stanziati presso il Reno erano presumibilmente armati o di spade di tipo iberico o di spathae più lunghe e leggere, studiate per la cavalleria. Nel suo resoconto delle campagne galliche, Gaio Giulio Cesare usò infatti indiscriminatamente il vocabolo gladius per indicare sia la spada brandita dal legionario romano sia dal guerriero celta o dallo scorridore germano.

## Costruzione
Rispetto al gladio poi in uso ai legionari durante l'Impero romano, il gladio ispanico era arma più versatile, il cui utilizzo nelle mischie di fanteria non si limitava a semplici affondi (come lo xiphos degli opliti greci) ma poteva essere impiegato efficacemente per la scherma uno-vs-uno e per potenti colpi di taglio. Esemplare in questo senso la descrizione dei mortiferi effetti della spada spagnola riportati da Livio nella narrazione della Seconda guerra macedonica:
(Livio, Ab Urbe condita libri – XXXI, 34)
Queste dunque le caratteristiche del gladius hispaniensis:
- Lama massiccia, tipica della spada celtica del IV-III secolo a.C., la cui forma garantisce un buono scarico dei pesi durante i fendenti[6] ed un'ottima penetrazione della grossa punta triangolare durante gli affondi;
- Rispetto al gladio "imperiale", la spada celtibera presenta elsa molto meno ingombrante, priva della guardia a coppa rovesciata e del pesante pomello a pollone che caratterizza gli esemplari successivi, soprattutto del gladio "tipo Magonza".

Come il gladio tardo, anche il gladio ispanico non aveva però una lunghezza standardizzata. I reperti, purtroppo ad oggi rari, analizzati nel testo di Giuseppe Cascarino, hanno dimensioni piuttosto variabili (69–78 cm) con lame sempre superiori ai 60 cm di lunghezza.

### Fonti
- Cesare, De bello Gallico (testo latino)
- Claudio Quadrigario, Annali.
- Polibio, Storie, VI.
- Tito Livio, Ab Urbe condita libri (testo latino)

### Studi
- Cadiou, François (2008), Hibera in terra miles: les armées romaines et la conquête de l'Hispanie sous la République (218-45 av. J.C.), Madrid, Casa de Velázquez, ISBN 978-84-96820-07-4.
- Cascarino, Giuseppe (2007), L'esercito romano. Armamento e organizzazione : Vol. I - Dalle origini alla fine della repubblica, Rimini, Il Cerchio, ISBN 88-8474-146-7.
- Cascarino, Giuseppe (2008), L'esercito romano. Armamento e organizzazione : Vol. II - Da Augusto ai Severi, Rimini, Il Cerchio, ISBN 88-8474-173-4.
- Lorrio Alvarado, A.J. (1993), El armamento de los celtas ispano in Almagro-Gorbea, M. (1993) [e] Ruyz-Zapatero, G. [a cura di], Los celtas: Hispania y Europa, Madrid, pp. 285–326.
- Quesada Sanz, F. (1997), El armamento ibérico. Estudio tipológico, geográfico, funcional, social y simbólico de las armas en la Cultura Ibérica (siglos VI-I a.C.), Montagnac, 3. ed. Monique Mergoil.
- (EN) F. Quesada Sanz, Gladius hispaniensis: an archeological view from Iberia (PDF), in Michel Feugère (a cura di), L'équipement militaire et l'armement de la République (IVe-Ier s. avant J.-C.): proceedings of the Tenth International Roman Military Equipment Conference, held at Montpellier, France, 26th-28th September 1996, Oxbow Books, 1997. URL consultato il 17 settembre 2024 (archiviato dall'url originale il 10 agosto 2018).
- Sandars, Horace (1913), The weapons of the Iberians: paper read before the Society of Antiquaries of London on February 20, 1913, Londra, University Press.